# Jerzy Maćków
Jerzy Jarosław Maćków [ˈjεʒɨ jaˈrɔswaf ˈmaʨkuf] (* 1961 in Wilamowa, Polen) ist ein deutsch-polnischer Politikwissenschaftler.

## Leben
Maćków studierte Politikwissenschaft, Philosophie und Neuere Geschichte an der Adam-Mickiewicz-Universität Posen und an der Universität Hamburg, wo er 1992 bei Winfried Steffani zum Dr. phil. promoviert wurde (Die Krise des Totalitarismus in Polen. Die Totalitarismus-Theorie als Analyse-Konzept des sowjetsozialistischen Staates. Eine Analyse der System- und Strukturkrise der Volksrepublik Polen in den siebziger und achtziger Jahren).
1993 bis 1999 war er als wissenschaftlicher Assistent am Institut für Internationale Beziehungen der Helmut-Schmidt-Universität Hamburg tätig; dort erfolgte 1998 die Habilitation (Die Konstruktion politischer Stabilität. Polen und Russland in den Umbrüchen der achtziger und neunziger Jahre). Anschließend arbeitete er bis 2002 an einem Forschungsprojekt über Nation und bürgerliche Gesellschaft in Mittel- und Osteuropa und lehrte an der Universität Viadrina. Seit 2002 hat er den Lehrstuhl für Vergleichende Politikwissenschaft mit dem Schwerpunkt Ost- und Mitteleuropa an der Universität Regensburg inne.

## Schriften (Auswahl)
- Die Krise des Totalitarismus in Polen. Die Totalitarismus-Theorie als Analyse-Konzept des sowjetsozialistischen Staates (= Osteuropa, Bd. 2). Lit, Münster 1992, ISBN 3-89473-369-1.
- Parlamentarische Demokratie und Autoritarismus. Erfolge und Mißerfolge der postkommunistischen Verfassungsgebung (= Politikwissenschaft, Bd. 55). Lit, Hamburg 1998, ISBN 3-8258-3898-6.
- Am Rande Europas?. Nation, Zivilgesellschaft und außenpolitische Integration in Belarus, Litauen, Polen, Russland und der Ukraine. Herder, Freiburg i. B. 2004, ISBN 3-451-20800-8.
- Totalitarismus und danach. Einführung in den Kommunismus und die postkommunistische Systemtransformation (= Schriftenreihe Extremismus & Demokratie, Bd. 13). Nomos, Baden-Baden 2005, ISBN 3-8329-1486-2.
- (Hrsg.): Autoritarismus in Mittel- und Osteuropa. VS, Wiesbaden 2009, ISBN 978-3-531-16845-6.
- (Hrsg.): Nationale Demokratie in der Ukraine (= Argumente und Materialien zum Zeitgeschehen, Bd. 75). HSS, München 2011, ISBN 978-3-88795-393-5.
- Die Ukraine-Krise ist eine Krise Europas. edition.fotoTAPETA, Berlin 2016, ISBN 978-3-940524-49-2.
- Der Krieg um die Ukraine und der Frieden in Europa. Ein geopolitischer Essay, BPB, Bonn 2023, ISBN 978-3-7425-1024-2.